# Associazione Sportiva Gubbio 1910 1998-1999
Questa pagina raccoglie le informazioni riguardanti l'Associazione Sportiva Gubbio 1910 nelle competizioni ufficiali della stagione 1998-1999.

## Rosa
| N. |                   | Ruolo | Calciatore            |
| -- | ----------------- | ----- | --------------------- |
|    | Italia (bandiera) | D     | Simone Bartoloni      |
|    | Italia (bandiera) | D     | Marco Bignone         |
|    | Italia (bandiera) |       | Bonora                |
|    | Italia (bandiera) | C     | Marco Bonura          |
|    | Italia (bandiera) | D     | Andrea Camplone       |
|    | Italia (bandiera) | C     | Fabrizio Caracciolo   |
|    | Italia (bandiera) | A     | Cristiano Cau         |
|    | Italia (bandiera) | A     | Giovanni Cornacchini  |
|    | Italia (bandiera) | A     | Ettore De Vito        |
|    | Italia (bandiera) | D     | Fabio Di Lauro        |
|    | Italia (bandiera) | D     | Alessandro Giacometti |
|    | Italia (bandiera) | A     | Giovanni Lisi         |
|    | Italia (bandiera) | A     | Giuseppe Lorenzo      |

| N. |                   | Ruolo | Calciatore          |
| -- | ----------------- | ----- | ------------------- |
|    | Italia (bandiera) | C     | Simone Martinetti   |
|    | Italia (bandiera) | D     | Fausto Mattioli     |
|    | Italia (bandiera) | C     | Gianluca Panisson   |
|    | Italia (bandiera) | C     | Felice Parisi       |
|    | Italia (bandiera) | D     | Donatello Perilli   |
|    | Italia (bandiera) | D     | Daniele Peronelli   |
|    | Italia (bandiera) | C     | Roberto Pierini     |
|    | Italia (bandiera) | P     | Massimo Prete       |
|    | Italia (bandiera) | C     | Daniele Proietti    |
|    | Italia (bandiera) | C     | Massimo Scagliarini |
|    | Italia (bandiera) | C     | Carlo Troscè        |
|    | Italia (bandiera) | P     | Giovanni Vecchini   |